# La Bocana
La Bocana es una congregación del municipio de Etchojoa ubicada en el sur del estado mexicano de Sonora, en la zona del valle del Mayo. Según los datos del Censo de Población y Vivienda realizado en 2020 por el Instituto Nacional de Estadística y Geografía (INEGI), La Bocana tiene un total de 1421 habitantes. Fue fundada en el año de 1900 por gente proveniente del estado de Sinaloa.

## Geografía
La Bocana se sitúa en las coordenadas geográficas 26°53'12" de latitud norte y 109°40'09" de longitud oeste del meridiano de Greenwich, a una elevación de 17 metros sobre el nivel del mar.